# Reddellomyces westraliensis
Reddellomyces westraliensis är en svampart som först beskrevs av G.W. Beaton & Malajczuk, och fick sitt nu gällande namn av Trappe, Castellano & Malajczuk 1992. Reddellomyces westraliensis ingår i släktet Reddellomyces och familjen Tuberaceae.   Inga underarter finns listade i Catalogue of Life.